# 約翰·P·奧德威

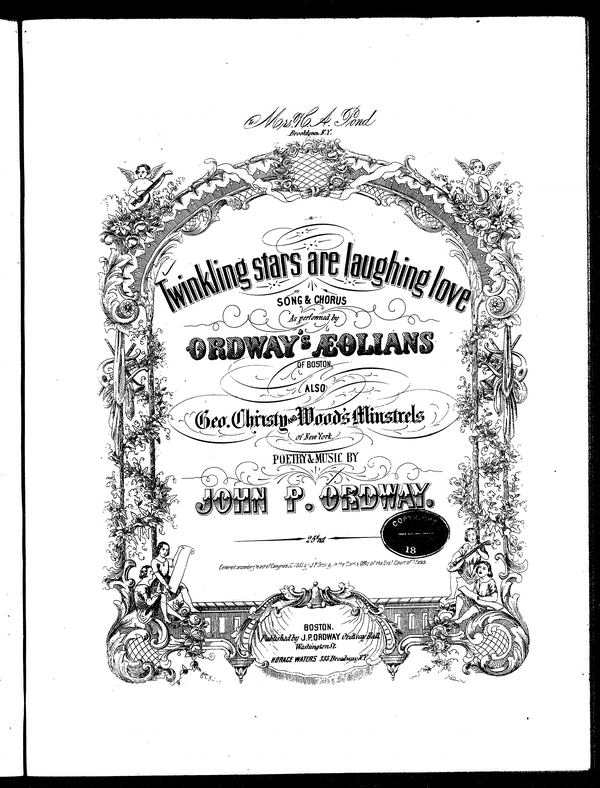
奥德威的作品《亲爱的，闪烁的群星在欢笑》，发行于1855年

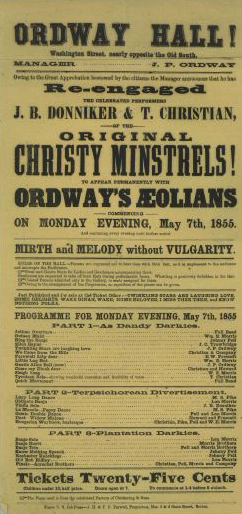
1855年“奥德威的艾欧里亚人”在奥德威大厅演出的海报

约翰·庞德·奥德威（英語：John Pond Ordway，1824年8月1日—1880年4月27日）是一位美国医生、作曲家、音乐业者和政治家。
奥德威出生在马萨诸塞州的萨勒姆，在1840年代中期奥德威和他的父亲亚伦（Aaron）在波士顿开了一家音乐商店。他同时也是音乐出版商和作曲家，他的《亲爱的，闪烁的群星在欢笑》（Twinkling Stars are Laughing, Love，1855）直到1902年和1904年才由海顿四重唱团演唱并进行录音。而抒情歌曲《梦见家与母亲》（Dreaming of Home and Mother，1868）在内战时代广受欢迎，此后也有传唱，後來此曲傳至日本，被改編為日語歌曲《旅愁》，又來又被李叔同翻譯成中文，再經重寫後成為了《送别》，現時兩曲在中、日兩地均廣為人所認識。1845年前后，他组织了黑脸戏团“奥德威的艾欧里亚人”（Ordway’s Aeolians），在波士顿的奥德威大厅演出，并在全国范围内巡演，以推广自己的出版业务。帕特里克·吉尔莫曾在他的商店工作，也曾参与戏团演出，后来成为了指挥家和作曲家。詹姆斯·洛德·皮尔庞特的首部编曲《归来的加州人》（The Returned Californian，1852）写给奥德威和他的戏团，不少19世纪的歌曲亦向奥德威及其戏团致敬，如《铃儿响叮当》。
他1859年毕业于哈佛大学医学院，是内战开始后第一位志愿效力的外科医生，在马萨诸塞州志愿者步兵第六兵团服役。他是葛底斯堡战役后被派去照顾联邦伤员的外科医生之一。
1859年到1873年间，奥德威任职于波士顿学校董事会，此间1868年在马萨诸塞州众议院任职一个任期。他反对学校进行体罚，并推动了一项相关立法。
奥德威也参与成立马萨诸塞州钓鱼者协会，其前身为马萨诸塞州渔獵协会。他在马萨诸塞州的波士顿逝世。
他兄长的儿子卢修斯·庞德·奥德威（Lucius Pond Ordway）是3M公司早期主要支持者之一，并担任其董事长。

## 外部連結
- 約翰·P·奧德威的免费乐谱，由国际乐谱典藏计划提供